# Груне, Карл
Карл Груне (нем. Karl Grune; 22 января 1890, Вена – 2 октября 1962,  Борнмут) – австрийский кинорежиссёр.

## Биография
Карл Груне родился 22 января 1890 года в Вене. Посещал актёрскую школу. С 1910 года был актёром театра города Будвайза. Затем работал в театрах в Регенсбурге, Лайбахе, Черновцах.  В 1914 году с началом Первой мировой войны пошёл добровольцем на фронт. В результате тяжелого ранения на время потерял речь.
С 1918 года играл второстепенные роли в Немецком театре Макса Рейнхардта. В 1919 году состоялся его режиссёрский дебют в кино. Однако его многие ранние фильмы не сохранились.
В 1923 году Груне снял фильм о шахтёрах Рурской области «Бурная погода», который был отмечен чертами натурализма. Большую известность получил его фильм «Улица» (1923), в котором некоторые экспрессионистские приёмы сочетались с реалистичным изображением жизни большого города.
В 1933 году Груне эмигрировал в Великобританию, где продолжил работу в качестве режиссёра и продюсера. Снимал исторические фильмы,  среди которых «Абдулла Проклятый» (1934), «Свадьба в Корболе» (1935), «Паяц» (1936).